# Honda Motocompo
Honda Motocompo er en sammenklappelig scooter solgt af Honda 1981-1983. Det var den mindste scooter nogensinde produceret af Honda, og den blev foldet til et rektangel for nem opbevaring.

## Historie
Motocompo blev introduceret som en "bagagecykel" (trabai), der passede til såkaldt subkompakte biler som Honda Today og den (dengang nye) Honda City Den blev produceret i varianterne Shetland White, Daisy Yellow og Caribbean Red. Honda Cityens bagagerum blev faktisk udviklet omkring Motocompo. Styret, sædet og fodpindene foldes ind i scooterens rektangulære plastikhus for at præsentere en ren, kasseformet pakke med 1,185 mm × 240 mm × 540 mm (46,7 i × 9.4 i × 21.3 i). Det er den mindste scooter, der nogensinde er bygget af Honda. Virksomhedens indledende månedlige salgsfremskrivning for hjemmemarkedet var 8.000 City og 10.000 Motocompo.  Citymodellen overgik sine mål, men i alt var der kun blevet solgt 53.369 Motocompoer, da produktionen ophørte i 1983 (ikke mere end 3.000 om måneden). Scooteren blev markedsført i forbindelse med Cityen i tv-reklamer med det britiske ska/2-toneband Madness .
Selvom modellen udgik af produktion i 1983, har Honda siden genopvakt ideen med adskillige konceptbiler, såsom 2001 e-Dax og e-NSR samt en 2011 Motor Compo elektrisk scooter.
Motocompoen har fortsat en kultstatus blandt kompaktcykelentusiaster for sit unikke design, stiliserede logo og meget tilpasselige potentiale. Træf dedikeret til Motocompo fortsætter med at tiltrække både unge og gamle fans, der er bundet sammen af deres entusiasme for retro-køretøjet.
Motocompoen ses anvendt i forskellige former for japansk populærkultur, f.eks. af figuren Natsumi Tsujimoto i mangaserien Du er under arrest. Den er gemt væk bag på hendes partner Miyuki Kobayakawas Honda Today-politibil, når den ikke er i brug. Den blev udgivet som et Bandai-modelsæt.
En Motocompo danner også inspiration til figuren Sou i anime- og mangaserien Kinos rejse.